# Kalininskaja (Territorio di Krasnodar)
Kalininskaja (in russo Калининская?) è un centro abitato (stanica) della Russia, situato nel Territorio di Krasnodar. È il centro amministrativo del distretto Kalininskij.
Il villaggio si trova sulle rive del fiume Ponura, 55 km a nord-ovest di Krasnodar.